# Nemoscolus
Nemoscolus là một chi nhện trong họ Araneidae.